# Paraplatypeza zaitzevi
Paraplatypeza zaitzevi är en tvåvingeart som beskrevs av Shatalkin 1985. Paraplatypeza zaitzevi ingår i släktet Paraplatypeza och familjen svampflugor. Inga underarter finns listade i Catalogue of Life.